# Елизабет Бъмилър
Елизабет Бъмилър (на английски: Elisabeth Bumiller) е американска журналистка и писателка, авторка на произведения в жанровете биографичен роман, автобиография и на книги за самопомощ за жени.

## Биография и творчество
Елизабет Бъмилър е родена на 15 май 1956 г. в Олбор, Дания. Баща ѝ е американец, а майка ѝ датчанка. Когато е на 3 години, семейството се премества в Синсинати. През 1977 г. завършва с бакалавърска степен по журналистика училището в Еванстън към Северозападния университет, а през 1979 г. получава магистърска степен по журналистика от Колумбийския университет.
По време на дипломирането си работи кратко във вестник „Маями Хералд“. В периода 1979-1987 г. е репортер към раздела „Стил“ на „Вашингтон Поуст“, а в периода 1985-1989 г. във Вашингтон и Ню Делхи, и в периода 1989-1992 г. е репортер на вестник „Ню Йорк Таймс“ в Токио и Ню Йорк. От 1995 г. е градски репортер за Таймс, като в периода 1999-2001 г. отговаря за кметството на Ню Йорк, а в периода 2001-2006 г. е кореспондент в Белия дом. В периода 2007-2008 г. е кореспондент за президентските кампании, а в периода 2008-2013 г. е кореспондент към Пентагона. От 2015 г. е на ръководна длъжност към бюрото на Таймс във Вашингтон.
Докато през 1985-1989 г. е в Индия и прави много обиколки е силно впечатлена от безправието и тежката съдба на индийските жени. Впечатленията си отразява в първата си книга „Родена да умре“, която е издадена през 1990 г.
По време на работата си в Токио започва да пише втората си книга „The Secrets of Mariko“ (Тайните на Марико) публикувана през 1995 г.
През 2006-2007 г. взема едногодишен отпуск и написва биографията на Кондолиза Райс.
Елизабет Бъмилър живее със семейството си във Вашингтон.

## Произведения
- May You Be the Mother of a Hundred Sons: A Journey Among the Women of India (1990)
Родена да умре, изд.: ИК „Емас“, София (2005), прев. Елка Баракова
- The Secrets of Mariko: A Year in the Life of a Japanese Woman and Her Family (1995)
- For Women Only: A Revolutionary Guide to Overcoming Sexual Dysfunction and Reclaiming Your Sex Life (2001)
- Condoleezza Rice (2007)